# Beauregard (Alabama)
Pour les articles homonymes, voir Beauregard.
Beauregard  est une communauté non incorporée située dans le comté de Lee, dans l'État de l’Alabama, aux États-Unis.
La localité est nommée d'après Pierre Gustave Toutant de Beauregard.

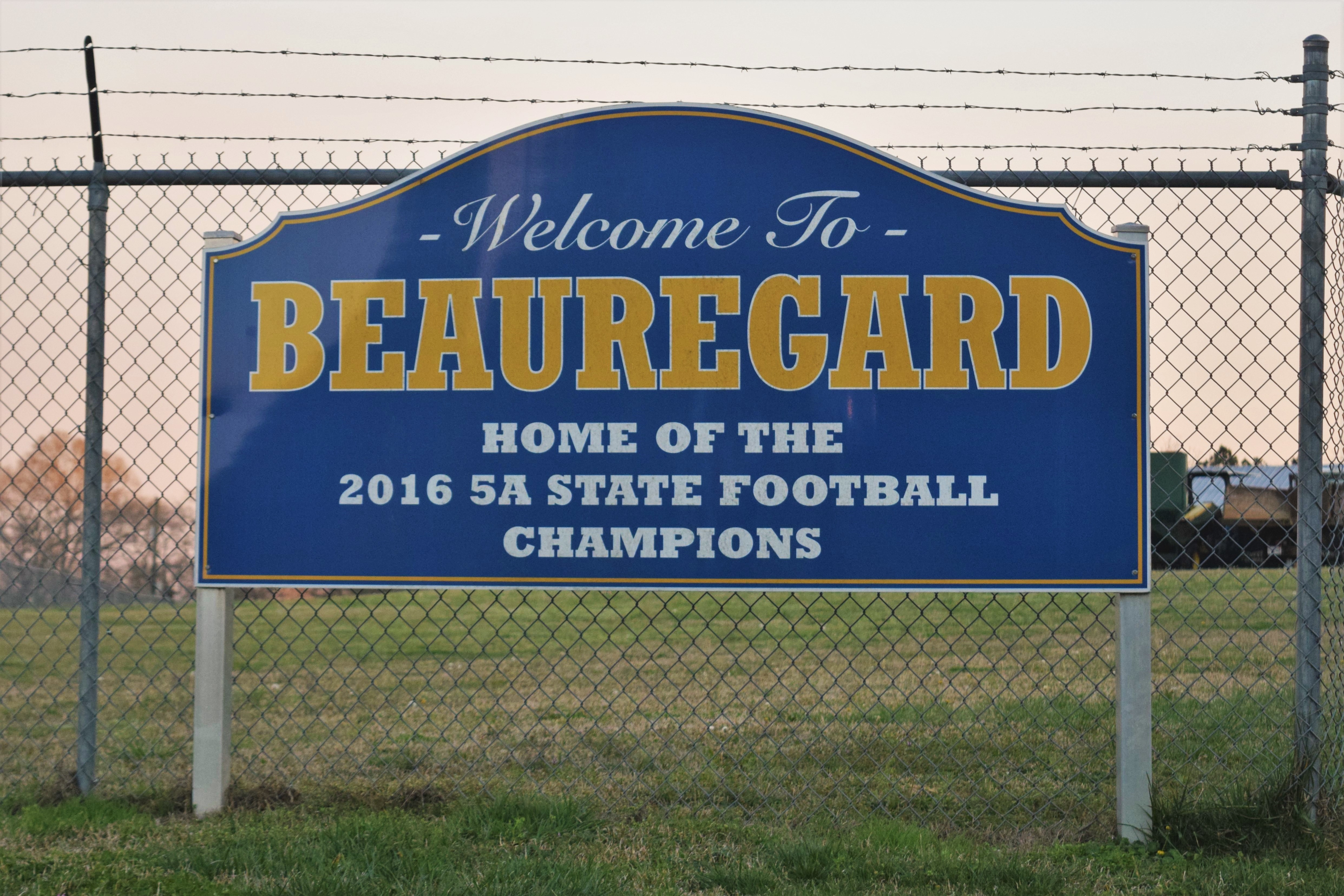
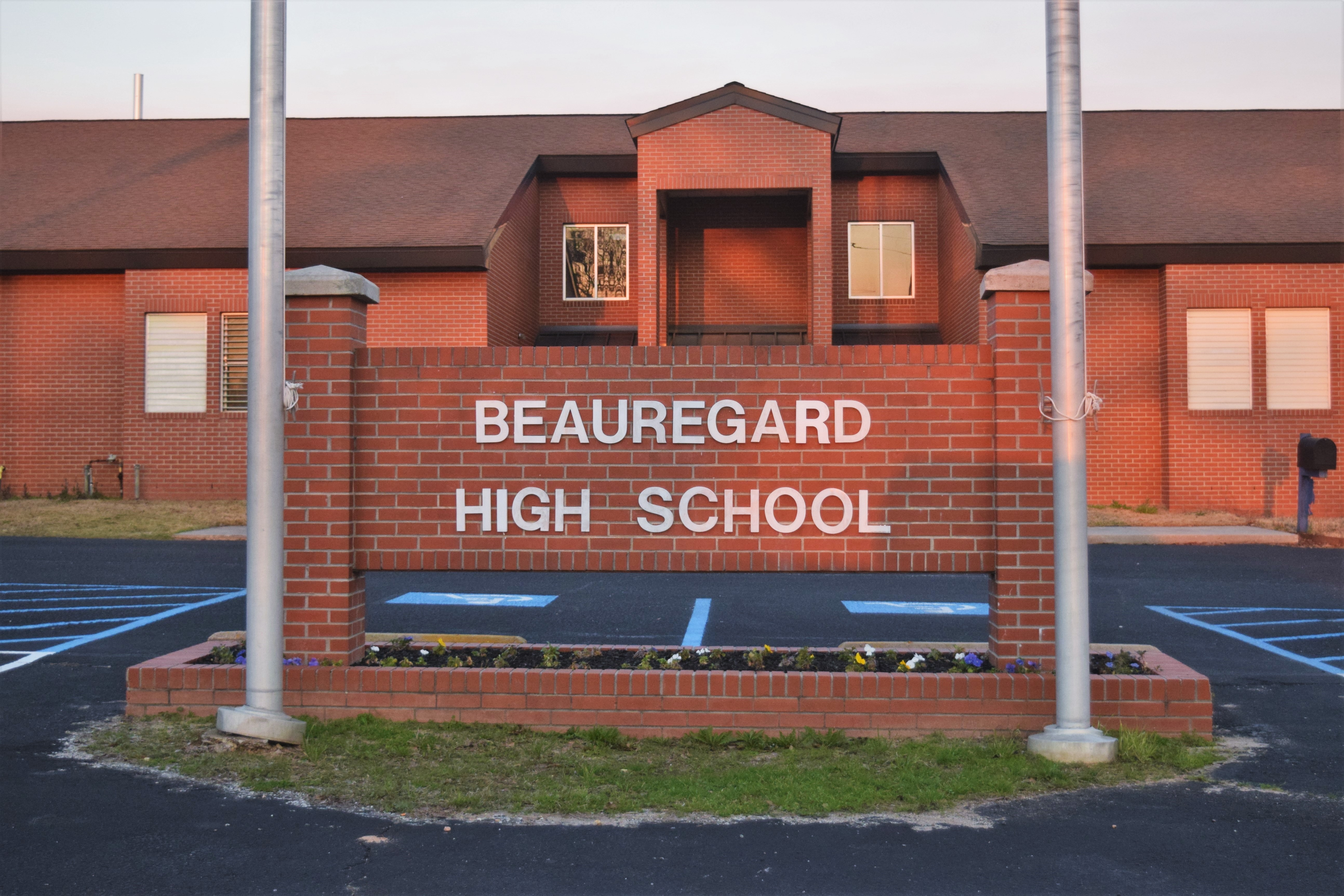
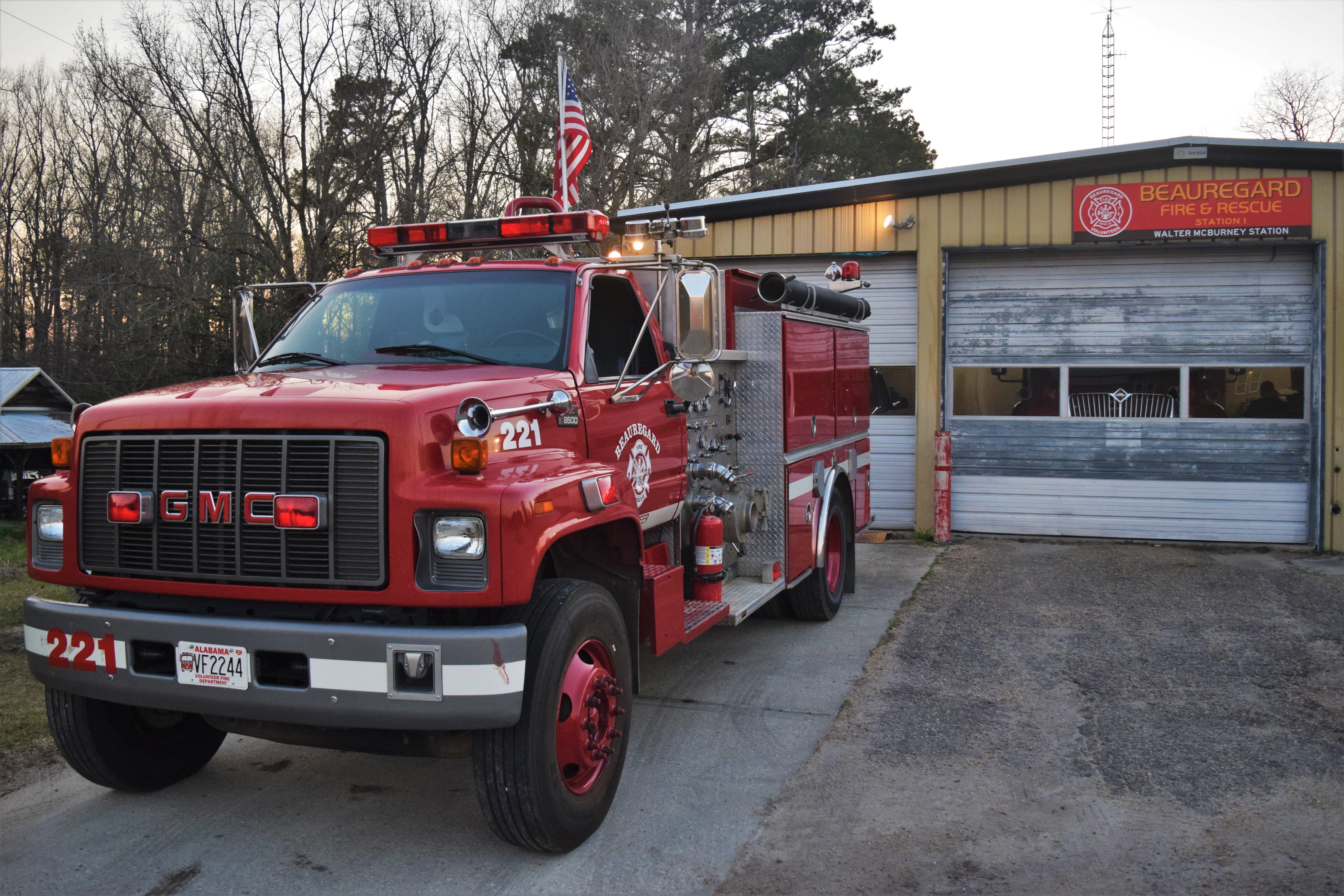